# 阿伯特 (得克萨斯州)
阿伯特（Abbott）是美国得克萨斯州希尔县的一座城市。根据美国2000年人口普查，共有人口300人。